# Dewar Victoria
Dewar Steven Victoria Palacios (Bogotá, 19 de marzo de 2001) es un futbolista colombiano. Juega como mediocampista central y su equipo actual es Millonarios de la Categoría Primera A.

## Carrera en clubes

### Millonarios

#### Llegada al profesionalismo
Tras pasar cerca de cinco años compitiendo en las inferiores de Millonarios, debuta profesionalmente el 4 de agosto de 2021 bajo la dirección de Alberto Gamero. El encuentro se da ante Alianza Petrolera, correspondiente a la Copa Colombia 2021, ingresando al minuto 77' de juego en sustitución de Juan Camilo García.
Tras cuatro temporadas con Millonarios, en las que no tuvo mayor continuidad, finalmente en julio de 2024 se da su salida del club. Termina su primera etapa en el equipo habiendo disputado dieciséis partidos.

### Patriotas

#### Consolidación en el profesionalismo
Es presentado en julio de 2024 como nuevo jugador de Patriotas, cedido inicialmente por un año desde Millonarios. Próximo a iniciar el Torneo Finalización 2024, a cargo de su entonces técnico Harold Rivera.
En ese segundo semestre de la Temporada 2024 se consolida como titular en el equipo; finalizando su etapa ahí habiendo registrado dos goles y una asistencia en dieciocho partidos, con un buen rendimiento individual, a pesar de que su equipo descendió al final de temporada.

### Millonarios (2.ª etapa)
En enero de 2025 Millonarios interrumpe la cesión en Patriotas, ejecutando una cláusula de repesca; disponiéndolo para el inicio de la Temporada 2025, bajo la dirección de David González.

## Estadísticas

### Clubes
Actualizado al último partido jugado el 19 de junio de 2025.
| Club                   | Div.            | Temporada       | Liga  | Liga  | Liga   | Copas | Copas | Copas  | Internacional | Internacional | Internacional | Total | Total | Total  | Media goleadora |
| Club                   | Div.            | Temporada       | Part. | Goles | Asist. | Part. | Goles | Asist. | Part.         | Goles         | Asist.        | Part. | Goles | Asist. | Media goleadora |
| ---------------------- | --------------- | --------------- | ----- | ----- | ------ | ----- | ----- | ------ | ------------- | ------------- | ------------- | ----- | ----- | ------ | --------------- |
| Millonarios · Colombia | 1.ª             | 2021            | -     | -     | -      | 1     | -     | -      | -             | -             | -             | 1     | -     | -      | -               |
| Millonarios · Colombia | 1.ª             | 2022            | 9     | -     | -      | 3     | -     | -      | -             | -             | -             | 12    | -     | -      | -               |
| Millonarios · Colombia | 1.ª             | 2023            | 2     | -     | -      | -     | -     | -      | -             | -             | -             | 2     | -     | -      | -               |
| Millonarios · Colombia | 1.ª             | 2024            | 1     | -     | -      | -     | -     | -      | -             | -             | -             | 1     | -     | -      | -               |
| Millonarios · Colombia | Total 1.ª etapa | Total 1.ª etapa | 12    | -     | -      | 4     | -     | -      | -             | -             | -             | 16    | -     | -      | -               |
| Patriotas · Colombia   | 1.ª             | 2024            | 18    | 2     | 1      | -     | -     | -      | -             | -             | -             | 18    | 2     | 1      | 0.11            |
| Patriotas · Colombia   | Total club      | Total club      | 18    | 2     | 1      | -     | -     | -      | -             | -             | -             | 18    | 2     | 1      | 0.11            |
| Millonarios · Colombia | 1.ª             | 2025            | 13    | 0     | -      | -     | -     | -      | -             | -             | -             | -     | -     | -      | -               |
| Millonarios · Colombia | Total 2.ª etapa | Total 2.ª etapa | -     | -     | -      | -     | -     | -      | -             | -             | -             | -     | -     | -      | -               |
| Millonarios · Colombia | Total club      | Total club      | 25    | -     | -      | 4     | -     | -      | -             | -             | -             | 16    | -     | -      | -               |
| Total carrera          | Total carrera   | Total carrera   | 30    | 2     | 1      | 4     | -     | -      | -             | -             | -             | 34    | 2     | 1      | 0.06            |
| 1. 2.                  |                 |                 |       |       |        |       |       |        |               |               |               |       |       |        |                 |

## Palmarés

### Títulos nacionales
| Título                       | Club        | País     | Año  |
| ---------------------------- | ----------- | -------- | ---- |
| Juegos Deportivos Nacionales | Bogotá      | Colombia | 2019 |
| Copa Colombia                | Millonarios | Colombia | 2022 |
| Torneo Apertura              | Millonarios | Colombia | 2023 |